# Bet Midrash
Bet Midrash (en hebreo: בית מדרש‎; también Beit Midrash, plural Batei midrash) es una sala de estudios (literalmente, "Casa [de] Interpretación" o "Casa [de] Aprendizaje" en hebreo). Es algo distinto a una sinagoga, aunque muchas sinagogas también sean utilizadas como batei midrash y viceversa. En un Beth Midrash hay bancos o sillas con mesas, en las cuales los libros son colocados. Un bet midrash característico posee varias centenas de libros, con varias copias de sidurim (libros de oraciones), Talmud, Torá, Shulján Aruj, Mishné Torá, Arba Turim y otros libros frecuentemente consultados. Actualmente los batei midrash son las salas de estudio de las yeshivot o instituciones de estudio religioso. La literatura rabínica antigua, incluyendo el Mishnah, menciona el bet midrash como institución distinta del Bet Din y del Sanedrín. Su objetivo era el estudio e interpretación de la Torá, así como para el desarrollo de la halajá (la aplicación práctica de la ley judía). El origen del bet midrash, o casa de estudio puede ser interpretado a partir del inicio del período rabínico, seguido a la destrucción del Templo de Jerusalén en 70 d. C.. La primera escuela rabínica fue creada por Yohanan ben Zakai en Yavne. Otras escuelas oficiales fueron posteriormente establecidas por diferentes rabinos.

## Galería de imágenes

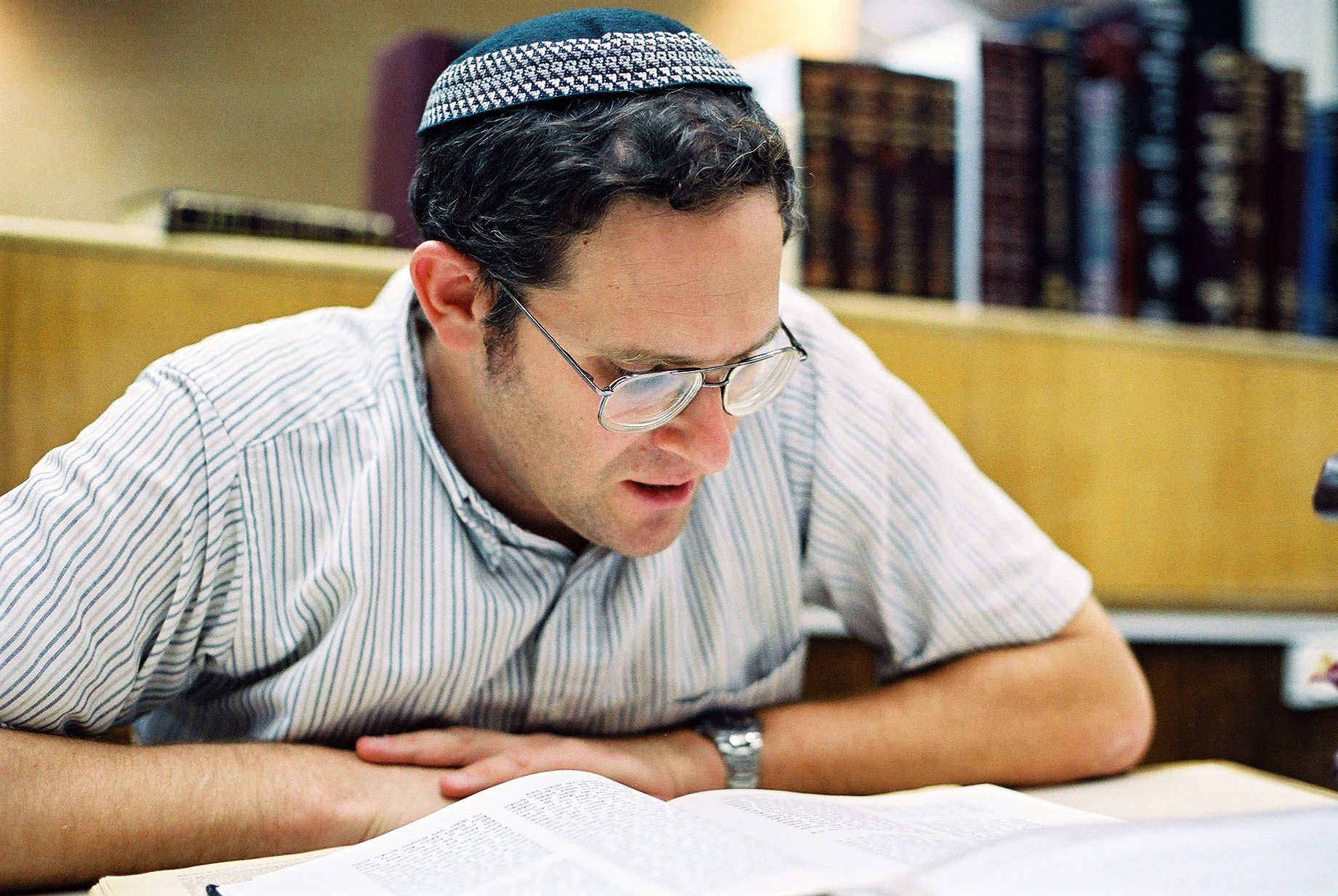
Estudiando en un Bet Midrash.
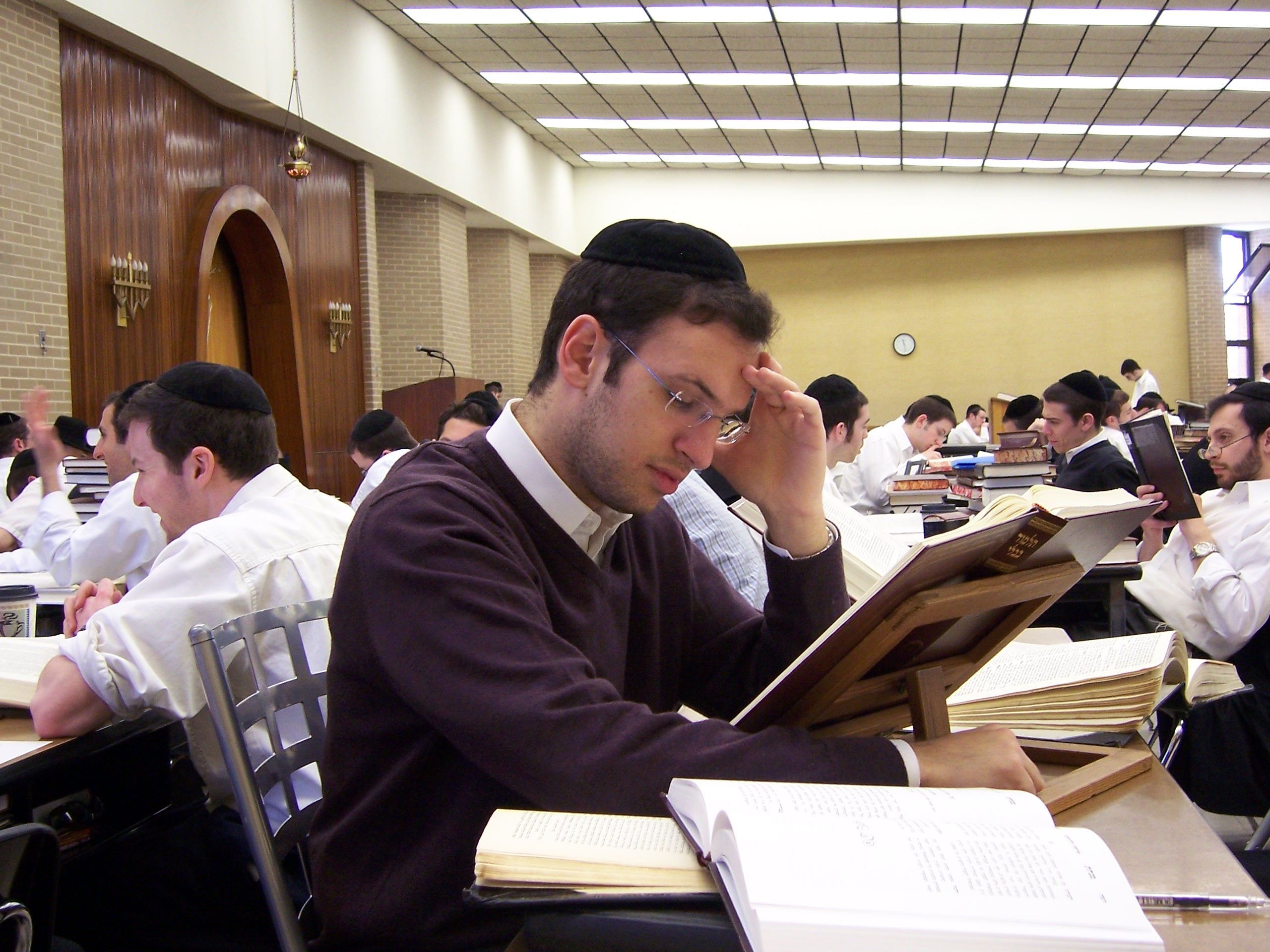
Interior de un Bet Midrash.